# Justyn Mutts
Justyn Mutts (Millville, 4 gennaio 1999) è un cestista statunitense.